# 紅奇科伊區

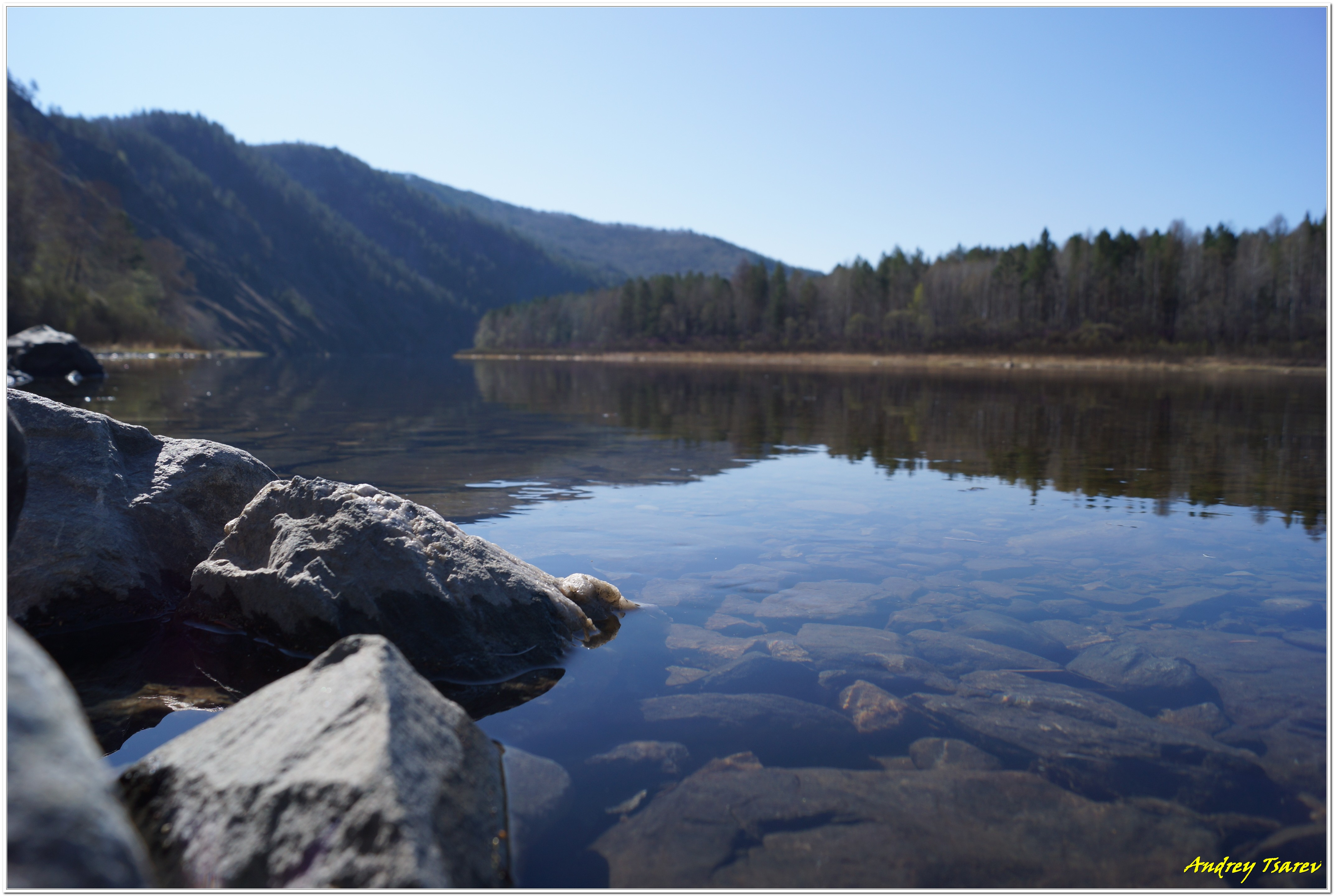

50°02′28″N 109°29′24″E / 50.041°N 109.490°E
紅奇科伊區（俄语：Красночикойский район），是俄羅斯的一個區，位於該國西部，由外貝加爾邊疆區負責管轄，始建於1933年，面積28,600平方公里，2010年人口19,453，人口密度每平方公里0.68人。